# أرماندو موراليس
أرماندو موراليس (بالإسبانية: Armando Morales)‏ هو رسام نيكاراغوي، ولد في 15 يناير 1927 في غرناطة (نيكاراغوا) في نيكاراغوا، وتوفي في 16 نوفمبر 2011 في ميامي في الولايات المتحدة.

## وصلات خارجية
- أرماندو موراليس على موقع الموسوعة البريطانية (الإنجليزية)